# Esplosione della miniera di Drummomd

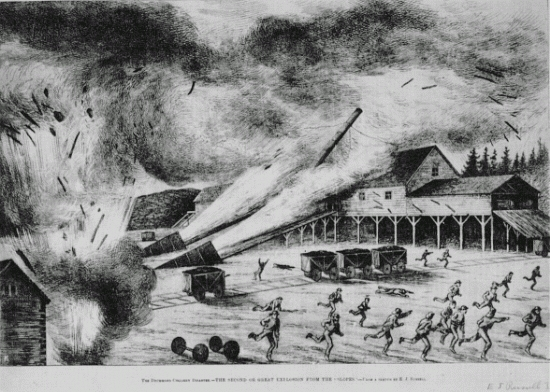
La seconda grande esplosione, sul "Canadian Illustrated News", 31 maggio 1873

L'esplosione della miniera di Drummond, chiamata anche Disastro della miniera di carbone di Drummond, fu un incidente minerario che ebbe luogo a Westville, nella contea di Pictou, in Nuova Scozia, in Canada, il 13 maggio 1873.
Sebbene negli anni '70 del 1800, la miniera di Drummond fosse considerata la principale miniera di carbone del Canada, non era insolito che scoppiassero dei piccoli fuochi nei giacimenti di carbone. Il 13 maggio 1873 il pompiere Robert McLeod accese un piccolo fuoco con della polvere da sparo su una sporgenza di carbone e tentò di spegnerlo con un secchio d'acqua. Non riuscendoci, dopo 20 minuti e diversi secchi, lasciò perdere e avvertì il direttore, James Dunn. Quando arrivarono, l'incendio era ormai fuori controllo. Corsero in cerca di aiuto proprio quando si verificò la prima esplosione, verso le 12:15.
La prima esplosione uccise e ferì molti operai della miniera, incluso il direttore James Dunn. Mentre i minatori in superficie stavano discutendo del salvataggio dei feriti, si verificò una seconda esplosione molto più potente. Una miniera chiusa, la Campbell Workings, collegata alla miniera di Drummond, fu riaperta dall'esplosione. La seconda esplosione fu seguita da altre. Il fuoco fu contenuto ed estinto solo cinque giorni. Settanta uomini morirono nell'esplosione o rimanendo intrappolati all'interno della miniera.

## Cause
Le cause dell'esplosione rimangono ancora oggi incerte. È molto probabile che a provocarla sia stato l'idrogeno solforato, che scatenò un'esplosione di polvere di carbone. La miniera era stata appena riaperta a seguito di uno sciopero, portando a un accumulo di aria stagnante. Un'inchiesta decretò che il fuoco era stato scatenato dall'uso di polvere da sparo nella miniera.